# Elena Hernández Sandoica
Elena Hernández Sandoica, nacida en 1952, es una historiadora española, catedrática de Historia Contemporánea en la Universidad Complutense de Madrid. Es especialista en la historia colonial, las relaciones entre España y Cuba en el siglo XIX, la historiografía contemporánea española y la historia de la educación y las universidades.

## Obras
Entre sus obras cabe destacar:
- Los fascismos europeos (1992, editorial Istmo) ISBN 978-84-7090-258-1
- El colonialismo (1815-1873). Estructuras y cambios en los imperios coloniales (1992, editorial Síntesis)
- La crisis en la historia (1995, editorial Universidad de Salamanca)
- La Guerra de Cuba (1895-1898). Historia política de una derrota (1998, Alianza Editorial)
- Tendencias historiográficas actuales. Escribir historia hoy (2004, editorial Akal)
- Sobre la historia actual: Entre política y cultura (2005, Abada editores)